# Copa Sudamericana 2008
VII Copa Sudamericana 2008

## 1/32 finału
River Plate Montevideo – CD Universidad Católica 2:0 i 0:4 (mecze 29.07 i 07.08)
1. 1:0 Sergio Souza 45, 2:0 Jorge Rodríguez 74
2. 0:1 Julio Gutiérrez 7, 0:2 Milovan Mirosevic 40, 0:3 Marcos González 55, 0:4 Luis Núńez 81

Universitario de Deportes – Deportivo Quito 0:0 i 1:2 (mecze 30.07 i 05.08)
1. 0:0
2. 0:1 Mauricio Donoso 35k, 0:2 Mauricio Donoso 59, 1:2 Geovanny Nazareno 78s

 UA Maracaibo – América Cali 0:0 i 2:4 (mecze 31.07 i 07.08)
1. 0:0
2. 1:0 Darío Figueroa 2, 1:1 Víctor Cortés 37, 1:2 Gustavo Ramos 51, 2:2 Heiber Díaz 62, 2:3 Paulo César Arango 68, 2:4 Víctor Cortés 83

Club Olimpia – Club Blooming 4:2 i 0:1 (mecze 12.08 i 21.08)
1. 1:0 Marco Lazaga 2, 2:0 Marco Lazaga 7, 3:0 Darío Caballero 20, 4:0 Marco Lazaga 25, 4:1 Luiz Carlos Vieira 71, 4:2 Anderson Gonzaga 74k
2. 0:1 Jesús Gómez 84

## 1/16 finału
CA Independiente – Estudiantes La Plata 2:1 i 1:2, karne 3:5 (mecze 05.08 i 20.08)
1. 1:0 Jorge Núńez 24, 1:1 Mauro Boselli 49, 2:1 Darío Gandín 90 (mecz na stadionie klubu Racing Club de Avellaneda)
2. 0:1 Gastón Fernández 8, 1:1 Leonel Núńez 47, 1:2 Juan Manuel Salgueiro 89

Argentinos Juniors – CA San Lorenzo de Almagro 0:0 i 2:0 (mecze 06.08 i 21.08)
1. 0:0
2. 1:0 Nicolás Pavlovich 38, 2:0 Gabriel Hauche 57

Athletico Paranaense – São Paulo FC 0:0 i 0:0, karne 4:3 (mecze 12.08 i 27.08)
1. 0:0
2. 0:0

SC Internacional – Grêmio Porto Alegre 1:1 i 2:2 (mecze 13.08 i 28.08)
1. 1:0 Daniel Carvalho 63, 1:1 Léo 65
2. 1:0 Nilmar 47, 2:0 Indio 69, 2:1 Edixon Perea 82, 2:2 Soares 88

CR Vasco da Gama – SE Palmeiras 3:1 i 0:3 (mecze 13.08 i 17.09)
1. 1:0 Alan Kardec 23, 1:1 Jefferson 24, 2:1 Mateus 53, 3:1 Madson 85 (mecz rozegrano na stadionie Maracanã
2. 0:1 Thiago Cunha 32, 0:2 Denílson 56, 0:3 Thiago Cunha 84

Botafogo FR – Clube Atlético Mineiro 3:1 i 5:2 (mecze 14.08 i 27.08)
1. 0:1 Marques 15, 1:1 Carlos Alberto 45, 2:1 Eduardo 84, 3:1 Carlos Alberto 90
2. 1:0 Lucio Flavio 21, 2:0 Lucio Flavio 25, 3:0 Jorge Henrique 47, 3:1 Lenilson 59, 4:1 Carlos Alberto 65, 4:2 Lenilson 81, 5:2 Leandro Almeida 86s

América Cali – Deportivo Cali 2:0 i 0:1 (mecze 14.08 i 16.09)
1. 1:0 José Otálvaro 64k, 2:0 Víctor Cortés 68
2. 0:1 Fredy Montero 47

LDU Quito – Club Bolívar 4:2 i 1:2 (mecze 14.08 i 18.09)
1. 1:0 Damián Manso 10, 1:1 Arnulfo Valentierra 14, 2:1 Paul Ambrossi 36, 3:1 Luis Bolańos 63, 4:1 Reinaldo Navia 75, 4:2 Renato Ramos 89
2. 0:1 Renato Ramos 1, 0:2 Emilio Martínez 5, 1:2 Reinaldo Navia 64

Defensor Sporting – Club Libertad 2:1 i 3:3 (mecze 19.08 i 26.08)
1. 1:0 Edgar Balbuena 51s, 1:1 Osvaldo Martínez 74, 2:1 Pablo Gaglianone 79
2. 1:0 William Ferreira 5, 2:0 Diego De Souza 33, 2:1 Juan Samudio 41, 3:1 Diego De Souza 54, 3:2 Juan Samudio 64k, 3:3 Juan Samudio 81

Arsenal Sarandí – FC Motagua 4:0 i 2:1 (mecze 19.08 i 04.09)
1. 1:0 Luciano Leguizamón 41k, 2:0 Luciano Leguizamón 74, 3:0 Jossimar Mosquera 75, 4:0 Facundo Sava 80
2. 0:1 Josimar Nascimento 15, 1:1 Alejandro Gómez 35, 2:1 Facundo Coria 77k

San Luis FC – Deportivo Quito 3:1 i 2:3 (mecze 26.08 i 17.09)
1. 1:0 Tressor Moreno 63, 1:1 Luis Saritama 68, 2:1 Braulio Luna 80, 3:1 Eduardo Coudet 90+3k
2. 0:1 Léider Preciado 9, 1:1 José Martínez 15, 2:1 José Martínez 20, 2:2 Isaac Mina 52, 2:3 Luis Checa 54

Aragua FC – Chivas de Guadalajara 1:2 i 1:1 (mecze 27.08 i 17.09)
1. 1:0 Heatklif Castillo 46k, 1:1 Sergio Santana 68, 1:2 Sergio Avila 88
2. 0:1 Sergio Santana 12, 1:1 Heatklif Castillo 77

CD Universidad Católica – Club Olimpia 4:0 i 2:2 (mecze 28.08 i 17.09)
1. 1:0 Marcos González 6, 2:0 Jaison Ibarrola 31, 3:0 Julio Gutierrez 52, 4:0 Jaison Ibarrola 62
2. 0:1 Rodrigo Rojas 2, 1:1 Albert Acevedo 35, 2:1 Julio Gutierrez 45+2, 2:2 Marco Lazaga 59k (mecz przerwany w 87 minucie - wynik zachowano)

CD Ñublense – Sport Áncash 1:0 i 0:4 (mecze 04.09 i 16.09)
1. 1:0 Alejandro Osorio 90+4 (mecz w Concepción)
2. 0:1 Javier Martínez 14, 0:2 Víctor Cartagena 39, 0:3 Ronaille Calheira 41, 0:4 Carlos Flores 90+2

Wolny los: CA River Plate, 
CA Boca Juniors

## 1/8 finału
CA Boca Juniors – LDU Quito 4:0 i 1:1 (mecze 23.09 i 01.10)
1. 1:0 Juan Forlín 27, 2:0 Gabriel Espinoza 32s, 3:0 Pablo Mouche 49, 4:0 Nicolás Gaitán 83
2. 1:0 Jesús Dátolo 29k, 1:1 Agustín Delgado 71

Estudiantes La Plata – Arsenal Sarandí 2:1 i 0:0 (mecze 23.09 i 02.10)
1. 1:0 Mauro Boselli 39, 2:0 Mauro Boselli 57, 2:1 Cristian Pellerano 65
2. 0:0

Chivas de Guadalajara – Athletico Paranaense 2:2 i 4:3 (mecze 24.09 i 30.09)
1. 0:1 Pedro Oldoni 2, 1:1 Omar Arellano 7, 1:2 Antonio Carlos 59, 2:2 Alberto Medina 63
2. 1:0 Gonzalo Pineda 42, 2:0 Xavier Báez 50, 2:1 Rafael 58, 3:1 Omar Arellano 63, 4:1 Sergio Santana 67, 4:2 Kelly 69, 4:3 Rafael 79

Sport Áncash – SE Palmeiras 0:0 i 0:1 (mecze 24.09 i 01.10)
1. 0:0
2. 0:1 Jumar 89

San Luis FC – Argentinos Juniors 2:1 i 0:2 (mecze 24.09 i 01.10)
1. 1:0 Braulio Luna 24, 2:0 Tressor Moreno 40, 2:1 Nicolás Pavlovich 78
2. 0:1 Nicolás Pavlovich 50, 0:2 Gabriel Hauche 59

América Cali – Botafogo FR 1:0 i 1:3 (mecze 24.09 i 01.10)
1. 1:0 Gustavo Ramos 73
2. 0:1 Welligton Paulista 32, 0:2 Carlos Alberto 50, 0:3 Welligton Paulista 56, 1:3 José Vélez 76

CD Universidad Católica – SC Internacional 1:1 i 0:0 (mecze 25.09 i 01.10)
1. 1:0 Sebastián Barrientos 43, 1:1 Adriano 85
2. 0:0

Defensor Sporting – CA River Plate 1:2 i 1:2 (mecze 25.09 i 02.10)
1. 0:1 Sebastián Abreu 8, 0:2 Sebastián Abreu 63, 1:2 Mario Risso 86
2. 0:1 Paulo Ferrari 7, 0:2 Diego Barrado 74, 1:2 Maximiliano Pérez 90

## 1/4 finału
Estudiantes La Plata – Botafogo FR 2:0 i 2:2 (mecze 21.10 i 05.11)
1. 1:0 Mauro Boselli 57, 2:0 Juan Sebastián Verón 62
2. 1:0 Marcos Angeleri 4, 2:0 Juan Manuel Salgueiro 34, 2:1 Lúcio Flávio 57k, 2:2 André Luís 65

SE Palmeiras – Argentinos Juniors 0:1 i 0:2 (mecze 22.10 i 05.11)
1. 0:1 Sergio Escudero 65
2. 0:1 Andrés Scotti 9, 0:2 Nicolás Pavlovich 17

CA River Plate – Chivas de Guadalajara 1:2 i 2:2 (mecze 22.10 i 06.11)
1. 0:1 Omar Arellano 44, 0:2 Marco Fabián de la Mora 82, 1:2 Sebastián Abreu 90k
2. 1:0 Gustavo Cabral 2, 2:0 Radamel Falcao García 20, 2:1 Marco Fabián de la Mora 59, 2:2 Alberto Medina 64

SC Internacional – CA Boca Juniors 2:0 i 2:1 (mecze 22.10 i 06.11)
1. 1:0 Alex 49, 2:0 Alex 88
2. 1:0 Magrăo 47, 1:1 Juan Román Riquelme 56k, 2:1 Alex 71

## 1/2 finału
Chivas de Guadalajara – SC Internacional 0:2 i 0:4 (mecze 12.11 i 19.11)
1. 0:1 Nilmar 70, 0:2 Alex 79
2. 0:1 Andrés D’Alessandro 20k, 0:2 Andrés D’Alessandro 36, 0:3 Nilmar 43, 0:4 Nilmar 70

Argentinos Juniors – Estudiantes La Plata 1:1 i 0:1 (mecze 13.11 i 20.11)
1. 0:1 Agustín Alayes 27, 1:1 Juan Mercier 47
2. 0:1 José Luis Calderón 62

## Finał
Estudiantes La Plata – SC Internacional 0:1 i 1:1 (dog)
26 listopada 2008 La Plata Estadio Jorge Luis Hirschi (?)

Estudiantes La Plata – SC Internacional 0:1 (0:1)

Sędzia: Carlos Amarilla (Paragwaj)

Bramki: 0:1 Alex 34k

Żółte kartki: Juan Manuel Salgueiro, Leandro Desábato, Marcos Angeleri / Indio, Magrao, Lauro, Nilmar

Czerwone kartki: - / Pablo Guińazú 24

Club Estudiantes de La Plata: Mariano Andújar - Marcos Angeleri,  Agustín Alayes (69 José Luis Calderón), Leandro Desábato, Juan Manuel Díaz, Diego Galván (62 Iván Moreno y Fabianesi), Matías Sánchez, Juan Sebastián Verón, Leandro Benítez, Juan Manuel Salgueiro (59 Gastón Fernández), Mauro Boselli. Trener: Leonardo Astrada.

Sport Club Internacional: Lauro - Alvaro, Indio, Bolívar, Marcao, Edinho, Magrao, Pablo Guińazú, Andrés D’Alessandro (89 Sandro), Alex (70 Gustavo Nery), Nilmar (90+2 Danny). Trener: Tite.
3 grudnia 2008 Porto Alegre Estádio Beira-Rio (51 803)

SC Internacional – Estudiantes La Plata 1:1 (0:1, 0:0)

Sędzia: Jorge Larrionda (Urugwaj)

Bramki: 0:1 Agustín Alayés 65, 1:1 Nilmar 113

Żółte kartki: Magrăo, Bolívar, Gustavo Nery, Lauro (I) / Agustín Alayes, Leandro Benítez, Rodrigo Brańa

Czerwone kartki: Agenor (rezerwowy bramkarz) 92 / Rodrigo Brańa 118, Mauro Boselli 120

Sport Club Intenacional: Lauro - Bolívar, Danny, Alvaro, Marcăo, Edinho, Magrăo (107 Sandro), Alex (79 Taison), Andrés D’Alessandro, Andrezinho (62 Gustavo Nery), Nilmar. Trener: Tite.

Club Estudiantes de La Plata: Mariano Andújar - Agustín Alayes, Leandro Desábato, Cristian Cellay, Rodrigo Brańa, Marcos Angeleri, Leandro Benítez, Juan Sebastián Verón (97 Iván Moreno y Fabianesi), Gastón Fernández (70 José Luis Calderón), Raúl Iberbia (63 Enzo Pérez), Mauro Boselli. Trener: Leonardo Estrada.

## Klasyfikacja strzelców bramek
| Gole | Piłkarz           | Klub                 |
| ---- | ----------------- | -------------------- |
| 5    | Alex              | SC Internacional     |
| 5    | Nilmar            | SC Internacional     |
| 4    | Carlos Alberto    | Botafogo FR          |
| 4    | Mauro Boselli     | Estudiantes La Plata |
| 4    | Nicolás Pavlovich | Argentinos Juniors   |
| 4    | Marco Lázaga      | Club Olimpia         |